# Férfi 800 méteres síkfutás a 2011. évi nyári európai ifjúsági olimpiai fesztiválon
A 2011. évi nyári európai ifjúsági olimpiai fesztiválon az atlétikai versenyszámokat Trabzonban rendezték. A férfi 800 méteres síkfutás előfutamait július 26.-án, a döntőjét pedig július 29.-én rendezték.

## Selejtező
Minden selejtezőcsoport első 2 helyezettje (Q) illetve a további legjobb 2 időeredménnyel (q) rendelkező sportoló jutott tovább az elődöntőbe.
| H  | F | Név                   | Nemzet             | E       | Mj   |
| -- | - | --------------------- | ------------------ | ------- | ---- |
| 1  | 1 | Saul Martinez         | Spanyolország      | 1:51.62 | Q PB |
| 2  | 1 | Artiom Cozacioc       | Moldova            | 1:51.75 | Q PB |
| 3  | 1 | Karl John Griffin     | Írország           | 1:51.89 | q    |
| 4  | 2 | Brecht Bertels        | Belgium            | 1:53.16 | Q    |
| 5  | 2 | Nemanja Kojic         | Szerbia            | 1:53.49 | Q    |
| 6  | 3 | Nikolaus F. Franzmair | Ausztria           | 1:53.67 | Q    |
| 7  | 2 | Andrey Isaychev       | Oroszország        | 1:53.70 | q    |
| 8  | 2 | Ralf Nieuwenhuizen    | Hollandia          | 1:53.85 | PB   |
| 9  | 2 | Joonas Rinne          | Finnország         | 1:53.93 |      |
| 10 | 1 | Mihai Iulian Romas    | Románia            | 1:54.10 |      |
| 11 | 3 | Yan Sloma             | Fehéroroszország   | 1:54.11 | Q    |
| 12 | 3 | Robert Needham        | Egyesült Királyság | 1:54.49 |      |
| 13 | 3 | Gaetan Manceaux       | Franciaország      | 1:54.56 |      |
| 14 | 3 | Emilio Perco          | Olaszország        | 1:54.80 | PB   |
| 15 | 1 | Matthias Barth        | Svájc              | 1:55.60 |      |
| 16 | 3 | Mihn Cho              | Dánia              | 1:56.96 |      |
| 17 | 1 | Martin Sadil          | Csehország         | 1:57.13 |      |
| 18 | 2 | Suleyman Pekmezci     | Törökország        | 1:57.56 |      |
| 19 | 3 | Nick Flammang         | Luxemburg          | 1:59.04 |      |
| 20 | 2 | Marco Adrien Drozda   | Szlovákia          | 2:01.11 |      |
| 21 | 1 | Kadir Ismail Ahmed    | Bulgária           | 2:03.52 | PB   |

## Döntő
| H     | Név                   | Nemzet           | E       | Mj |
| ----- | --------------------- | ---------------- | ------- | -- |
| Arany | Brecht Bertels        | Belgium          | 1:50.90 | SB |
| Ezüst | Nemanja Kojic         | Szerbia          | 1:51.55 | PB |
| Bronz | Karl John Griffin     | Írország         | 1:51.64 |    |
| 4     | Artiom Cozacioc       | Moldova          | 1:52.28 |    |
| 5     | Saul Martinez         | Spanyolország    | 1:52.74 |    |
| 6     | Andrey Isaychev       | Oroszország      | 1:53.54 |    |
| 7     | Nikolaus F. Franzmair | Ausztria         | 1:53.71 |    |
| 8     | Yan Sloma             | Fehéroroszország | 1:54.48 |    |